# Удод, Евгений Григорьевич
Удод Евгений Григорьевич (укр. Удод Євген Григорович; род. 30 мая 1973, Кривой Рог, Днепропетровская область) — украинский политик, государственный служащий. Председатель Днепропетровского областного совета (2010—2015). Председатель Днепропетровской областной ассоциации органов местного самоуправления.

## Биография
Родился 30 мая 1973 года в городе Кривой Рог.
В 1997 году окончил Криворожский технический университет по квалификации «горный инженер-электрик». В 2008 году окончил Днепропетровский региональный институт государственного управления Национальной академии государственного управления при президенте Украины по квалификации «государственное управление», магистр государственного управления.
В 1994—1998 годах — подземный электрослесарь шахты «Родина», затем — дежурный по ремонту оборудования на производственном объединении «Кривбассруда», на Новокриворожском ГОКе, на Ингулецком ГОКе.
В 1998—2003 годах работал на Южном ГОКе. Сначала инженером отдела поставок, затем начальником бюро по работе с металлургическими заводами отдела сбыта и заместителем начальника отдела сбыта.
В 2003—2006 годах работал на Центральном ГОКе директором по сбыту и маркетингу, затем исполнительным директором.
В 2006—2009 годах — исполнительный, а затем генеральный директор Северного ГОКа.
В 2006 году избран депутатом Днепропетровского областного совета V созыва. Возглавил комиссию по вопросам строительства, транспорта, связи и благоустройства.
В 2009—2010 годах — директор по продажам горнорудного дивизиона предприятия «Метинвест».
С 24 июня 2010 по 16 декабря 2015 года — председатель Днепропетровского областного совета. С февраля 2011 года — председатель Днепропетровской областной ассоциации органов местного самоуправления (ДОАОМС). В апреле 2016 года  переизбран на второй срок.
С 22 июня 2016 по 15 августа 2017 года — первый заместитель главы Кривого Рога.

## Награды
- Почётная грамота Кабинета Министров Украины (2006);
- Заслуженный работник промышленности Украины (9 июля 2007)[5];
- Грамота Верховной рады Украины (2013);
- Орден «За заслуги» (Украина) 3-й степени (2013);
- Знак «За заслуги перед городом» (Кривой Рог) 1-й степени (13 мая 2015)[6].